# Nice catch the moment!
『Nice catch the moment!』（ナイス・キャッチ・ザ・モーメント）は、日本のシンガーソングライター・ナオト・インティライミが2013年5月15日にユニバーサルシグマから発売した4枚目のオリジナル・フルアルバムである。

## 内容
ナオト・インティライミ名義では4枚目となるフルアルバム。通常盤と初回限定盤の二種リリース。初回限定盤にはDVD付き。

## 収録曲

### CD
全作曲：ナオト・インティライミ
1. introduction〜Do whatcha wanna〜[1:08]
  - 作詞：ナオト・インティライミ   編曲：ミトカツユキ、大久保薫
2. Brand new day[3:39]
  - 作詞：ナオト・インティライミ   編曲：Jazzin'park(栗原暁、久保田真悟)、ナオト・インティライミ
3. 恋する季節[4:29]
  - 作詞：ナオト・インティライミ   編曲：久保田真悟(Jazzin'park)
4. I'm chi-zu-ers[2:40]
  - 作詞：ナオト・インティライミ、常田真太郎   編曲：久保田真悟(Jazzin'park)
5. 365[4:02]
  - 作詞：ナオト・インティライミ   編曲：soundbreakers
6. 君生まれし日[5:10]
  - 作詞：ナオト・インティライミ、川村結花   編曲：soundbreakers
7. ナイテタッテ[3:05]
  - 作詞：ナオト・インティライミ、磯貝サイモン   編曲：大久保薫、ナオト・インティライミ
8. Ballooooon!![3:52]
  - 作詞：ナオト・インティライミ   編曲：大久保薫
9. しあわせになるために[4:25]
  - 作詞：ナオト・インティライミ、川村結花   編曲：大久保薫
10. 未来スケッチ[4:03]
  - 作詞：ナオト・インティライミ、佐伯ユウスケ  編曲：小山寿、ナオト・インティライミ
11. 声をきかせて[4:10]
  - 作詞：ナオト・インティライミ  編曲：ナオト・インティライミ  英訳：Nelson Babin-Coy
12. I FEEL IT GOOD[3:46]
  - 作詞：ナオト・インティライミ  編曲：林田裕一  英訳：Owen 真樹
13. Catch the moment[4:07]
  - 作詞：ナオト・インティライミ  編曲：ナオト・インティライミ

### DVD
1. 「ナイテタッテ」 Music Video
2. 「しあわせになるために」 Music Video
3. 「恋する季節」 Music Video
4. 「Yeah!」 Live at 横浜アリーナ
5. 「Hello」 Live at 横浜アリーナ
6. 「君に逢いたかった」  Live at 横浜アリーナ

## 演奏
introduction ～Do whatcha wanna～
- ナオト・インティライミ、オリビア・バレール：コーラス
- ミトカツユキ：キーボード、プログラミング、マンドリン
- 大久保薫：キーボード、プログラミング

Brand new day
- ナオト・インティライミ：ボーカル、コーラス
- Jazzin'park (栗原暁、久保田真悟)：キーボード、プログラミング、コーラス
- Michael "Manish" Robinson：スティールパン
- オリビア・バレール、森の愉快な仲間たち：コーラス

恋する季節
- ナオト・インティライミ：ボーカル、コーラス
- 久保田真悟：ギター、プログラミング、コーラス
- 栗林悟：キーボード
- 山口寛雄：ベース
- 弦一徹ストリングス：ストリングス

I'm chi-zu-ers
- ナオト・インティライミ：ボーカル、コーラス
- 久保田真悟：アコースティックギター、キーボード、プログラミング、コーラス
- 鈴木渉：ベース
- 宮崎裕介：オルガン
- オリビア・バレール：コーラス

365
- ナオト・インティライミ：ボーカル、コーラス
- soundbreakers：キーボード、プログラミング、ストリングスアレンジ
- 木島靖夫：アコースティックギター、エレクトリックギター
- ミトカツユキ：ピアノ
- 真部裕ストリングス：ストリングス

君生まれし日
- ナオト・インティライミ：ボーカル、コーラス
- soundbreakers：キーボード、プログラミング
- 波田野哲也：ドラムス
- 山口寛雄：ベース
- 木島靖夫：アコースティックギター
- 宮崎裕介：ピアノ
- 真部裕：ストリングスアレンジ
- 真部裕ストリングス：ストリングスアレンジ

ナイテタッテ
- ナオト・インティライミ：ボーカル、コーラス
- 大久保薫：キーボード、プログラミング
- 木島靖夫：アコースティックギター、エレクトリックギター
- 鈴木渉：ベース
- notch：パーカッション
- 佐々木史郎、五反田靖：トランペット
- 河合わかば：トロンボーン
- 吉田治：サックス
- 竹本健一、森の愉快な仲間たち：コーラス

Ballooooon!!
- ナオト・インティライミ：ボーカル、コーラス
- 大久保薫：キーボード、プログラミング
- 鈴木渉：ベース
- 佐々木史郎、清水康弘：トランペット
- 五十嵐誠：トロンボーン
- 本間将人：サックス
- オリビア・バレール、森の愉快な仲間たち：コーラス

しあわせになるために
- ナオト・インティライミ：ボーカル、コーラス
- 大久保薫：キーボード、プログラミング、ストリングスアレンジ
- 木島靖夫：アコースティックギター、エレクトリックギター
- 宮崎裕介：ピアノ
- 弦一徹ストリングス：ストリングス

未来スケッチ
- ナオト・インティライミ：ボーカル
- マネージャー・インティライミ：説教なう
- 佐伯ユウスケ：コーラス
- 木島靖夫：アコースティックギター、エレクトリックギター
- 小山寿：プログラミング
- 波田野哲也：ドラムス
- 森多聞：ベース
- ミトカツユキ：ピアノ

声をきかせて
- ナオト・インティライミ：ボーカル、コーラス、ピアノ、プログラミング
- ネルソン・バビンコイ：ラップ
- 真部裕：ヴァイオリン

I FEEL IT GOOD
- ナオト・インティライミ：ボーカル、コーラス
- 林田裕一：キーボード、プログラミング
- 田中拓也：アコースティックギター
- オーウェン真樹：ラップ
- Hanah Spring：コーラス

Catch the moment 
- ナオト・インティライミ：ボーカル、楽器演奏

## タイアップ
・#2 Brand new day ：奈良テレビ放送「高校野球ハイライト ドラマティックナイン」2013年度オープニング・テーマ
・#3 恋する季節：「キリン氷結」CMソング
・#4 I'm chi-zu-ers：名古屋テレビ・メ〜テレ「ドデスカ!」テーマ曲
・#5 365：武井咲が出演するNEC パソコン 2013春モデル「LaVie/VALUESTAR」のCMソング
・#7 ナイテタッテ： フジテレビ系ドラマ「主に泣いてます」主題歌